# NGC 3091
NGC 3091 is een elliptisch sterrenstelsel in het sterrenbeeld Waterslang. Het hemelobject werd op 7 februari 1785 ontdekt door de Duits-Britse astronoom William Herschel.

## Synoniemen
- ESO 566-41
- MCG -3-26-7
- HCG 42A
- PGC 28927